# Xã Greenwood, Quận Christian, Illinois
Xã Greenwood (tiếng Anh: Greenwood Township) là một xã thuộc quận Christian, tiểu bang Illinois, Hoa Kỳ. Năm 2010, dân số của xã này là 208 người.